# 희망
희망은 자신의 삶이나 세계의 사건이나 상황에 대한 긍정적인 결과에 대한 기대를 바탕으로 하는 낙관적인 심리 상태를 말한다. 주로 실현 시간이 불명확하다. 희망은 인류 역사상 많은 문학과 예술의 소재가 되어왔으며 영화 등의 주요 테마이기도 하다. 고유 한국어로는 바람이며, 바램은 비표준어이다.
동사로서, 그것의 정의는 "자신 있게 기대하라"와 "기대로 욕망을 소중히 하라"를 포함한다.
그 반대편에는 낙담, 절망, 우울이 있다.

## 심리학

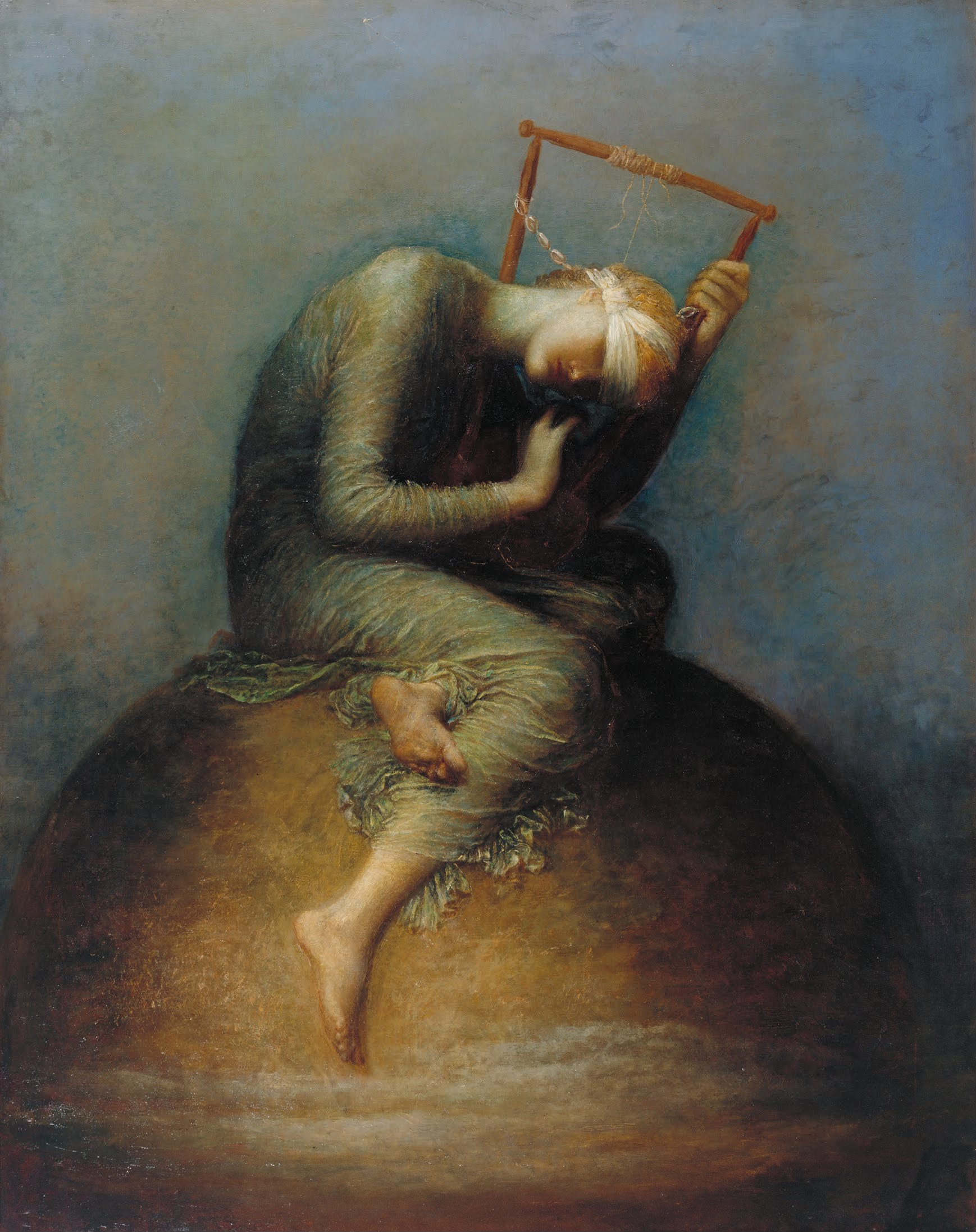
<상자의 바닥에 남아있었던 희망> 우화, 조지 프레데릭 와츠, 1886년

2009년, 심리학자인 바바라 프레드릭슨(Barbara Fredrickson)은 위기가 닥치면 희망이 저절로 생겨나 사람들을 새로운 창조적 가능성에 열어준다고 주장했다.프레데릭슨은 자신의 네 가지 다른 영역, 즉 인지적, 심리적, 사회적, 신체적 관점에서 도출된 행복과 기쁨, 용기, 권한 부여와 같은 긍정적인 감정뿐만 아니라 매우 광범위한 아이디어들이 필요하다고 주장한다. 희망적인 사람들은 "할 수 있는 작은 엔진과 같다. 왜냐하면 그들은 계속해서 스스로에게 "할 수 있을 것 같다, 할 수 있을 것 같다"고 말하기 때문이다. 그런 낙관론은 순진한 '거짓 희망'이 아닌 현실적인 낙관론에 바탕을 둘 때 결실을 맺는다.
심리학자 찰스 R. 스나이더는 그 목표에 도달하기 위한 확고한 계획과 결합된, 목표의 존재에 희망을 연결했다. : 스나이더는 목표에 대한 현실적인 인식의 필요성뿐만 아니라 희망과 정신의 의지력 사이의 연관성을 강조하면서 희망과 낙관 사이의 차이는 전자가 개선된 미래로 가는 실용적인 경로를 포함한다는 것이라고 주장했다.
알프레드 아들러는 인간 심리학에서 목표 추구의 중심성을 비슷하게 주장했었다, 에른스트 블로흐(Ernst Bloch)와 같은 철학적 인류학자들도 마찬가지였다.
위니콧(D. W. Winnicott)은 아이의 반사회적 행동을 "무의식적인 희망" 또는 직계 가족 내 억제가 실패했을 때 더 넓은 사회에 의한 관리를 표현하는 것으로 보았다. 객체 관계 이론은 분석적 전이를 부분적으로 과거의 갈등과 트라우마가 새롭게 다루어질 수 있다는 무의식적인 희망에 의해 동기 부여되었다고 본다.

### 희망 이론
긍정 심리학 전문가로서, 스나이더(Snyder)는 희망과 용서가 건강, 일, 교육, 그리고 개인적인 의미와 같은 삶의 여러 측면에 어떻게 영향을 미칠 수 있는지를 연구했다.그는 희망적인 생각을 구성하는 세 가지가 있다고 가정했다: 목표 – 목표 지향적인 방식으로 삶에 접근하는 것. 경로는 목표를 달성하기 위한 다양한 방법을 찾는 것. 기관은 변화를 부추기고 이러한 목표를 달성할 수 있다고 믿는 것 등이 있다.

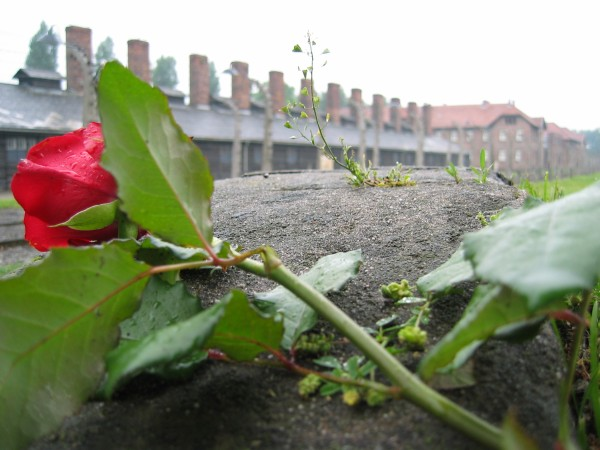
아우슈비츠 강제수용소에 있는 희망을 표현한 장미꽃

다시 말해, 희망은 원하는 목표에 이르는 경로를 도출하고 기관적 사고를 통해 그 경로를 이용하도록 동기를 부여하는 인식 능력으로 정의되었다. 스나이더는 이 세 가지 요소를 깨닫고 자신의 능력에 대한 믿음을 발전시킬 수 있는 개인들은 명확한 목표를 세우고, 그 목표를 향한 여러 가지 실행 가능한 경로를 상상할 수 있으며, 장애물이 그들의 길을 방해하더라도 인내할 수 있는 희망적인 사람들이라고 주장한다.
스나이더는 목표를 달성하기 위한 사람의 결심이 측정된 희망이라는 것을 고려한 "희망 척도"를 제안했다. 스나이더는 어른이 측정한 희망과 아이가 측정한 희망을 구분한다. 스나이더의 성인 희망 척도는 12개의 질문을 포함한다.; 4는 '생각하는 것', 4는 '생각하는 것', 4는 단순한 필러를 의미한다. 각 피험자는 8점 척도를 사용하여 각 질문에 응답한다. 피벨과 헤일은 스나이더의 희망 척도와 그들의 성공을 위한 일반화된 기대 척도(GESS)를 결합하여 희망을 경험적으로 측정한다. 스나이더는 심리치료가 목표에 도달하는 방법에 대한 암묵적인 지식을 끌어당기면서, 자신의 목표에 집중하는데 도움을 줄 수 있다고 생각했다. 스나이더는 심리치료가 목표에 도달하는 방법에 대한 암묵적인 지식을 끌어당기면서, 자신의 목표에 집중하는데 도움을 줄 수 있다고 생각했다. 마찬가지로 '희망 없음', '잃어버린 희망', '거짓 희망', '진짜 희망'을 구분하는 희망에 '전망'과 '현실 파악'이 있는데, 시각과 현실성이 다르다.
| 희망   | 관점 | 갈망                                 | 헌신                                   |
| 희망   | 관점 | 희망전망 왜곡된 현실 거짓된 희망     | 희망전망 정확한 현실 실제 희망         |
| 회의적 | 관점 | 없는 희망 희망 없는 전망 왜곡된 현실 | 잊혀진 희망 희망 없는 전망 정확한 현실 |
| 절망   | 관점 | 무력                                 | 항복                                   |
|        |      | 현실의 파악                          |                                        |
|        |      | 정보없음 일그러짐 거부된             | 정보 조심 동화                         |

당대 철학자 리처드 로티(Richard Rorty)는 희망을 목표 설정보다 더 나은 미래를 기대하는 약속이나 이유의 역할을 하는 메타 서술로 이해한다. 포스트모더니스트 로티는 기독교 이야기, 공리주의, 마르크스주의를 포함한 과거의 메타내러티브가 잘못된 희망을 증명했다고 믿는다.;그 이론은 "사회적 희망"을 제공할 수 없다. 그리고 자유주의자는 사회적 희망의 합의된 이론 없이 사는 법을 배워야 한다. 1999년 로티는 사회적 희망이 다시 존재하기 위해서는 "약속의 문서"가 필요하다고 썼다.

## 의료 분야

### 메이저 테오리스
개인의 삶에서 희망의 중요성을 살펴보는 수많은 모델들 중에서 심리학 분야에서 상당한 인정을 받은 두 가지 주요 이론이 있다.틀:According to whom 찰스 R에 의해 개발된 이 이론들 중 하나다. 스나이더는 1994년에 희망을 특정 목표를 추구하는 과정에서 추진력과 동기를 유지하는 개인의 능력을 보여주는 인지적 기술로 보아야 한다고 주장했다. 이 모델은 개인의 희망적인 능력이 두 가지 유형의 사고에 의존한다는 이유를 제시한다.: 기관적 사고와 경로적 사고. 기관적 사고는 가능한 장애물에도 불구하고 목표를 달성하려는 개인의 결심을 의미하며, 경로적 사고는 개인이 이러한 개인적 목표를 달성할 수 있다고 믿는 방법을 의미한다.
스나이더의 이론은 심리치료에서 가장 흔히 볼 수 있는 메커니즘으로 희망을 사용한다. 이런 경우, 치료사는 고객이 목표를 달성하지 못하게 하는 장벽을 극복하도록 돕는다. 그런 다음 치료사는 고객이 현실적이고 적절한 개인적 목표를 설정하는 것을 돕는다. (i.e. "나는 내가 열정적이고 내 자신에 대해 좋게 느낄 수 있는 무언가를 찾을 것이다."), 이러한 목표를 달성할 수 있는 능력에 대한 희망을 계속 가질 수 있도록 돕고, 이를 위한 올바른 경로를 제시한다.
스나이더의 이론은 목표를 달성하기 위한 개인의 동기 부족을 극복하기 위한 메커니즘으로서 희망에 초점을 맞추고 있는 반면, Kaye A에 의해 개발된 또 다른 주요 이론이다. 허스는 질병에 대처하는 것과 관련이 있기 때문에 개인의 미래 목표를 더 구체적으로 다룬다.허스(Herth)는 희망을 "목표 달성을 위한 행동을 시작하고 유지하기 위해 이론적으로 필요한 동기 부여 및 인지적 속성"으로 본다.이 상황에서 현실적이고 달성 가능한 목표를 세우는 것은 더 어렵다. 왜냐하면 개인이 자신의 건강의 미래를 직접 통제하지 못할 가능성이 높기 때문이다. 대신에 허스는 그 목표가 개인이 어떻게 질병을 다룰 것인가에 관한 것이어야 한다고 제안한다.병의 고통을 덜어주기 위해 술을 마시는 대신 친구, 가족과 함께할 생각"이라고 말했다.
스나이더 모델의 목표의 본질은 허스 모델의 목표와 다르지만, 둘 다 희망을 개인적인 동기를 유지하는 방법으로 보고 있으며, 이는 궁극적으로 더 큰 낙관을 가져올 것이다.
인류학자 아르준 아파두라이(Arjun Appadurai)는 "상대적으로 부유하고 강력한 사람들은 변함없이 열망할 수 있는 더 큰 능력을 가지고 있다"고 제안한다. 이 관점에 따르면 가난한 사람들은 미래 지향적인 활동에 대한 투자가 부족할 수 있는데, 부분적으로 그들 자신의 경험과 관찰이 가난에서 탈출하는 것이 거의 불가능하다는 것을 암시하기 때문이다. 따라서 개발도상국 빈곤층의 상향 이동은 낮은 포부, 낮은 자존감 및 낮은 자기 효율과 같은 내부 제약으로 인해 정체될 수 있다. 데브레이 레이는 개인에 대한 이러한 관점을 바탕으로 포부를 연구하는 데 중심이 된 몇 가지 개념을 개발한다. 가장 중요한 것은 개인의 열망하는 생활수준과 현재의 생활수준의 차이로 정의되는 "욕구격차"이다. 포부의 격차는 적어도 이론적으로 포부가 미래 지향적인 행동에서 노력을 고무시키는 방법이다. 격차는 너무 좁고 혜택은 보상이 너무 적다. 너무 큰 차이와 이점을 얻기 위해 필요한 노력이 너무 크다. 너무 좁은 것과 너무 넓은 것 사이의 어딘가에 미래 지향적인 행동에 대한 노력을 극대화하는 최적의 포부 격차가 있다.

### 주요 경험적 소견
희망, 그리고 더 구체적으로 말하자면, 특정한 희망은 질병으로부터의 회복 과정의 중요한 부분인 것으로 나타났다.; 그것은 환자들을 위한 강한 심리적 이점을 가지고 있으며, 그들이 그들의 질병에 더 효과적으로 대처하도록 돕는다.예를 들어, 희망은 사람들이 과일과 채소를 먹고, 담배를 끊고, 규칙적인 신체 활동을 하는 것과 같은 회복을 위한 건강한 행동을 추구하도록 동기를 부여한다. 이것은 사람들의 질병으로부터의 회복을 증진시키는 데 도움이 될 뿐만 아니라, 질병이 처음부터 발전하는 것을 예방하는 데에도 도움이 된다. 높은 수준의 희망을 유지하는 환자들은 생명을 위협하는 질병에 대한 예후가 개선되고 삶의 질이 향상된다. 희망의 핵심 요소인 믿음과 기대는 엔도르핀을 방출하고 모르핀의 효과를 모방해 만성질환으로 고통받는 환자의 고통을 차단한다. 결과적으로, 이 과정을 통해, 믿음과 기대는 만성 질환으로부터 회복될 가능성을 더 높게 만들 수 있는 신체에서 연쇄 반응을 일으킬 수 있다.이러한 연쇄 반응은 희망이 이러한 환자의 회복을 돕는 유일한 변수인 플라시보 효과를 입증하는 연구에서 특히 명백하다.
전반적으로, 연구들은 질병으로부터 회복되는 기간 동안 희망의 감정을 유지하는 것이 유익하다는 것을 증명했다. 회복 기간 동안의 절망감은 많은 경우 환자에게 불리한 건강 상태(즉, 회복 과정에 따른 우울증과 불안)를 초래했다. 또한, 인지 치료 전이나 인지 치료 중에 더 많은 희망을 갖는 것은 참전 용사들에게 PTSD 관련 우울증 증상의 감소로 이어졌다. 희망은 또한 주관적인 건강에 대한 더 긍정적인 인식과 관련이 있는 것으로 밝혀졌다. 그러나 연구 문헌의 리뷰는 정신 분열증 환자의 경우처럼 다른 정신 건강 장애에서 희망과 증상 심각도 사이의 연관성이 덜 명확하다는 점에 주목했다.

### 치료 프로그램의 적용
치료 프로그램에 희망을 포함시키는 것은 신체적, 정신적 건강 환경 모두에 잠재력이 있다. 치료의 개선 메커니즘으로서의 희망은 PTSD, 만성적인 신체적 질병, 그리고 다른 질병들 중에서도 말기 질환의 맥락에서 연구되어 왔다.정신건강 실천에서, 임상의들은 희망 개입을 더 전통적인 인지 행동 치료법의 보충으로 사용할 것을 제안했다. 육체적 질병에 대한 지원 측면에서는 희망이 고통을 차단하는 데 도움이 되는 엔도르핀과 엔케팔린의 분비를 촉진할 수 있다는 연구결과가 나왔다.

### 방해물
환자의 희망을 유지하면서 좋지 않은 예후를 전달하는 것은 의료 전문가에게 윤리적인 도전이다. 치명적인 질병을 치료하는데 도움을 주기 위해 희망을 사용하는 사람들을 반대하는 의사 결정에 근거한 두 가지 주요 주장이 있다. 첫 번째는 의사가 너무 많은 희망을 가지면 적극적으로 환자를 치료할 수 있다는 것이다. 의사는 환자가 호전될 수 있다는 작은 희망을 붙잡고 있을 것이다. 따라서 비용이 많이 들고 많은 부작용이 있을 수 있는 방법을 시도하게 된다. 한 의사는 그녀가 자신의 환자에게 희망을 가졌던 것을 후회한다고 말했다; 만약 의사가 회복이 불가능하다는 것을 깨달았더라면 그 환자는 견디지 못했을 고통을 3년 더 겪어야 했다.
두 번째 주장은 희망과 소망 사이의 구분이다. 희망적인 사람들은 장애물을 고려하면서 최선의 행동 경로를 조사하기 위해 적극적으로 노력하고 있다. Research 그러나 "희망"을 가진 많은 사람들이 그들의 실제 상황에 대해 부정하는 것처럼, 희망적으로 생각하고 수동적으로 그 동작을 경험하고 있다는 것을 보여주었다. 너무 많은 희망을 갖는 것은 환자와 의사 모두에게 부정적인 영향을 미칠 수 있다.

### 혜택들
희망이 환자의 회복 과정에 미칠 수 있는 영향은 경험적 연구와 이론적 접근을 통해 강하게 뒷받침된다. 그러나 2008년 현재 문학 리뷰는 또한 어떤 희망 개입이 실제로 가장 효과적이고 어떤 환경에서 가장 효과적인지를 확립하기 위해 보다 종적이고 방법론적으로 건전한 연구가 필요하다고 주장한다. (즉, 만성 질환, 만성 질환 대 말기 질환)

## 문화에서
세계화의 문제에서 희망은 경제적, 사회적 권한 부여에 초점이 맞춰져 있다.
아시아의 일부 지역에 초점을 맞춘 희망은 경제 성장의 추구와 관련하여 세속적이거나 경제적인 물질주의 형태를 취해왔다. 주요 예는 중국의 경제와 인도의 경제의 상승이며, 중국의 개념과 관련이 있다. 두 번째 관련 사례는 상하이 세계 금융 센터, 부르즈 칼리파, 타이페이 101의 건설과 같은 신흥 경제국에서 현대 건축의 사용이 증가하여 원산지 국가 내에서 지배적인 희망을 낳았다. 문화적 경계 없이 희망이 넘어가는 혼란스러운 환경에서 시리아 난민 아동들은 창의적 교육과 심리사회적 지원을 통해 유네스코의 교육사업을 통해 지원을 받고 있다. 희망을 심어주기 위한 다른 문화 간 지원에는 음식 문화가 포함되어 있으며, 풍부한 문화적 과거에 몰입함으로써 난민들을 트라우마로부터 해방시킨다.

## 문학에서
희망은 영혼에 자리잡고 말없이 곡조를 부르며 전혀 멈추지 않는 깃털을 가진 것이다.— 에밀리 디킨슨

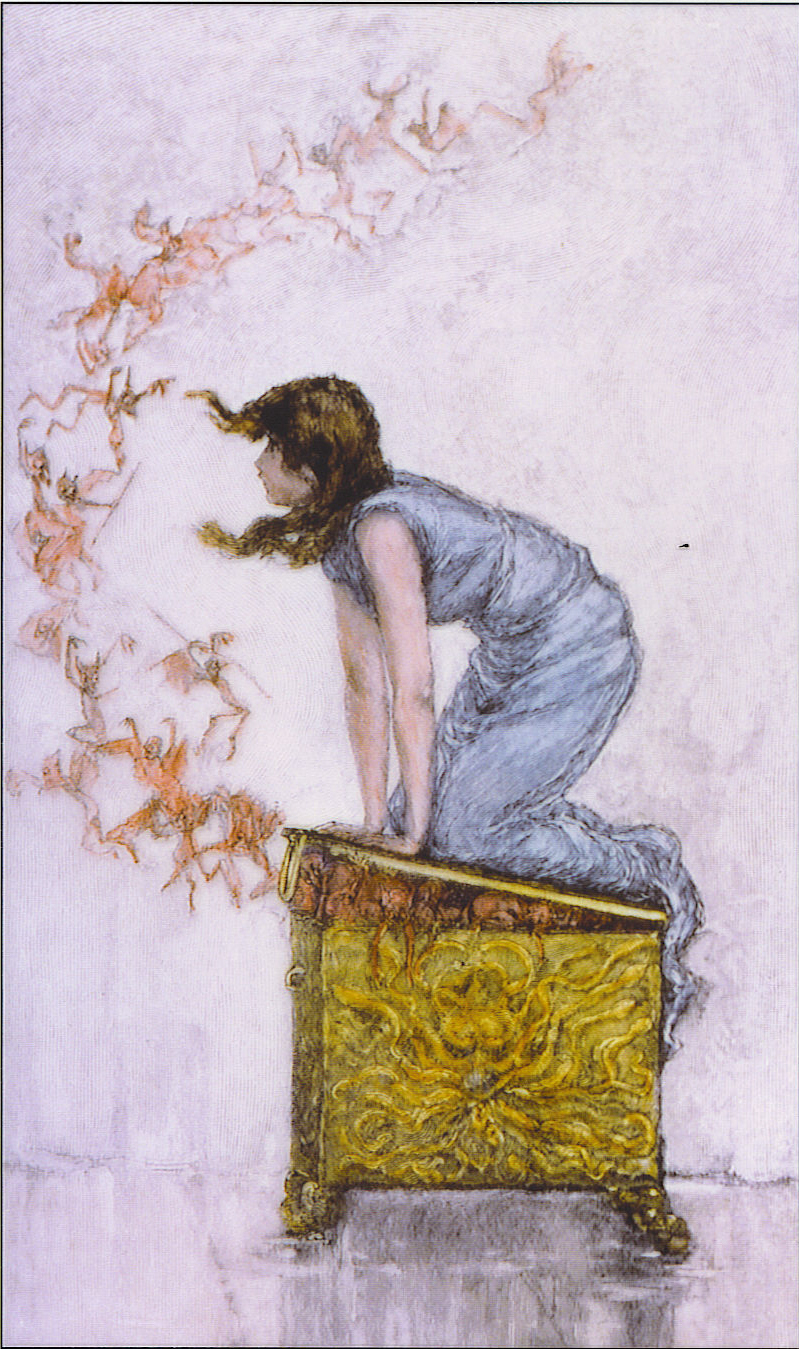
호기심으로 열어본 상자를 닫으려는 판도라의 조각. 좌익에서는 세상의 악폐들이 탈출하면서 그녀를 조롱한다. 이 판화는 프레드릭 스튜어트 처치(Frederick Stuart Church)의 그림에 바탕을 두고 있다.

현대 언어로 들어온 희망에 대한 고전적 언급은 알렉산더 포프의 인간에 대한 수필에서 따온 "희망은 영원하다"라는 개념이다. 또 다른 유명한 "날개가 있는 것은 희망이다"라는 말은 에밀리 디킨슨의 시에서 따온 것이다.
희망은 예술적인 줄거리 장치로 사용될 수 있고 종종 역동적인 성격의 변화를 위한 동기부여가 된다. 서양 대중문화에서 일반적으로 이해되는 언급은 "스타워즈"의 첫 번째 에피소드인 "스타워즈"의 부제이다.부제는 주인공 중 한 명인 루크 스카이워커를 가리키는데, 그는 미래에 영화의 줄거리 안에서 선이 악을 이길 수 있도록 할 것으로 기대된다.
제비(새)는 이솝 우화와 다른 수많은 역사 문학에서 희망의 상징이었다.그것은 부분적으로 겨울의 끝과 봄의 시작에 나타나는 첫 번째 새들 중 하나이기 때문에 희망을 상징한다.다른 희망의 상징으로는 닻과 비둘기가 있다.

## 신화에서
엘피스는 고대 그리스 신화에 제우스와 프로메테우스의 이야기로 등장한다. 프로메테우스는 제우스 신으로부터 불을 훔쳤고, 그것은 최고의 신을 격분시켰다. 결국, 제우스는 그 상자를 받는 사람도 모르게 모든 악의 예절을 담은 상자를 만들었다. 판도라는 그렇게 하지 말라는 경고를 받은 후 상자를 열었고, 인류에게 전염병, 질병, 질병을 가하는 수많은 해로운 영혼들을 풀어놓았다. 탐욕, 시기, 증오, 불신, 슬픔, 분노, 복수, 욕망, 절망의 영혼들이 고통받을 인간을 찾아 사방으로 흩어졌다. 하지만 상자 안에는 호프라는 이름의 미공개 치유 영혼도 들어 있었다. 예로부터, 사람들은 희망의 영혼이 고통을 치유하고 사악한 영혼과 사건들로 인한 큰 고통, 질병, 재난, 손실, 그리고 고통을 견딜 수 있도록 돕는 힘을 가지고 있다는 것을 알아왔다. 헤시오도스의 "일과 날들"에서 희망의 의인화는 엘피스(Elpis)라고 한다.
그러나 북유럽 신화는 호프(Vön)를 펜리스 볼프의 입에서 흘러나오는 오물이라고 생각했다.: 그들의 용기 개념은 희망의 "기대"에 있어서 가장 쾌활한 용기를 높이 평가했다.

## 종교에서
희망은 대부분의 주요 세계 종교에서 핵심 개념으로, 종종 개인이나 집단 집단이 천국의 개념에 도달할 것이라고 믿는 "희망자"를 의미한다.종교에 따라, 희망은 영적 성취의 전제조건 또는 부산물로 볼 수 있다.

### 기독교

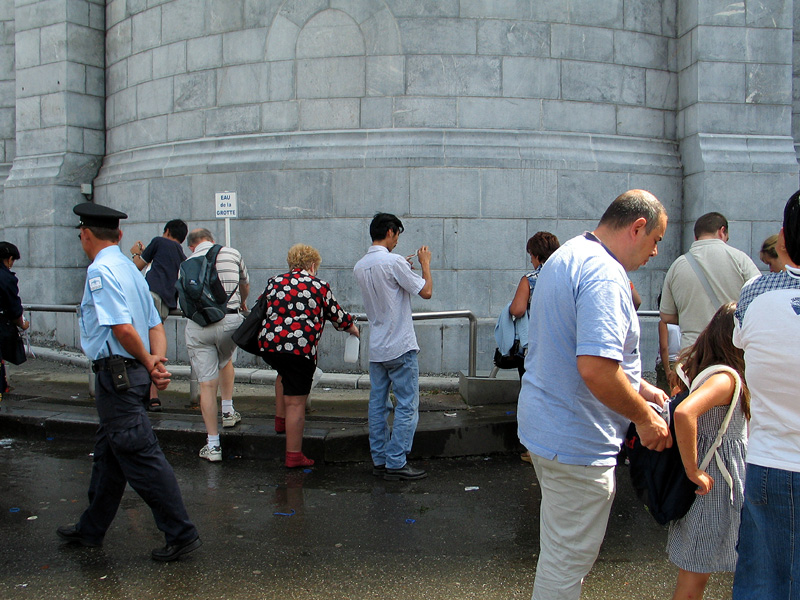
프랑스 루르드의 기적 같은 물

희망은 믿음과 사랑과 더불어 기독교의 세 가지 신학적 미덕 중 하나이다. 성경의 "희망"은 미래의 보상에 대한 "강렬하고 자신감 있는 기대"를 의미한다. (티투스장 1장 2절). 현대적 용어로 희망은 신뢰와 자신감 있는 기대와 유사하다. 사도 바울은 그리스도가 그리스도인들에게 희망의 원천이라고 주장하였다. "이 희망으로 우리는 구원받았다." (로마서 8장 24절 참조).
홀먼 성경 사전에 따르면 희망은 "하나님의 인도 아래서 좋은 결과를 기대하며 믿을 수 있는 기대"이다. "순례자의 진보"에서는 의심하는 성에서 기독교인을 위로하는 필그림의 진보 등장인물들이 등장하는데, 반대로 인페르노(단테) 입구에는 "모든 희망을 내려놓아라, 나를 따라 들어가는 그대"라는 말이 적혀 있었다.

### 힌두교
힌두교의 역사 문학에서 희망은 "프라티디" (산스크리트어: प्रतिधी) 또는 '아페크시' (산스크리트어: अपेक्ष)로 언급된다. 그것은 욕망과 소망의 개념으로 논의된다. 베다 철학에서, "카르마"는 의식적인 희생(야즈나)과 연결되었고, 희망과 성공은 이러한 의식들의 정확한 수행과 연결되었다.비슈누 스므리티에서 희망과 도덕, 일의 이미지는 희망적인 마음이 지시하는 수레를 타고 원하는 소망을 향해 나아가는 덕 있는 자로 표현되며, 오감에 이끌려 덕 있는 자들의 길에 수레를 놓지 않고, 따라서 분노와 탐욕, 그리고 다른 악덕과 같은 잘못에 의해 산만해지지 않는다.
그 후 수세기 동안, '카르마'의 개념은 성스러운 의식에서 사회와 인간의 존재를 건설하고 봉사하는 실제 인간의 행동으로 바뀌었다.– 바가바드 기타에서 전형적으로 묘사된 철학이다.믿음과 동기의 구조에서 희망은 장기적인 "카르믹" 개념이다. 힌두교 신앙에서는 행동이 결과를 낳으며, 노력과 일이 단기적으로 결실을 맺을 수도 있고 그렇지 않을 수도 있지만, 그것은 선을 위해 봉사할 것이며, 부지런한 여정(카르마)과 그 여정을 추구하는 방법에 도움이 될 것이며, 머지않아 이는 행복과 목사로 이어진다.

## 같이 볼것
- 패배주의
- 실망
- 엘도라도
- 공상적 낙천주의
- 낙관주의
- "자기 의존"
- 희망의 원리
- 공상적 이상주의

## 추가 도서 목록 (영문)
- Averill, James R. Rules of hope. Springer-Verlag, 1990.
- Miceli, Maria and Cristiano Castelfranchi. "Hope: The Power of Wish and Possibility" in Theory Psychology. April 2010 vol. 20 no. 2 251–276.
- Kierkegaard, Søren A. The Sickness Unto Death. Princeton University Press, 1995.
- Snyder, C. R. Handbook of hope: theory, measures, & applications. Academic [Press], 2000.
- Stout, Larry. Ideal Leadership:  Time for a Change. Destiny Image, 2006

## 같이 보기
- 기회
- 실망
- 공포
- 불안